# Luangahu
Luangahu (auch: Longahoo, Luagahu) ist eine Insel im Zentrum von Haʻapai im Pazifik. Sie gehört politisch zum Königreich Tonga.

## Geografie
Das Motu liegt an einer Stelle, an der das Riff, in dem auch ʻUiha im Osten liegt, sich nach Westen zieht. Der Kanal Ava Auhangamea bildet eine nördliche Begrenzung und der Kanal Avavahaafonua eine westliche. In der Umgebung liegen nach Westen zu die Riffe (Felsen) Bowers Rock und Thorn Rock. Auf der gegenüberliegenden Seite des Kanals Avavahaafonua ist Hakauʻata die nächste Insel.

## Klima
Das Klima ist tropisch heiß, wird jedoch von ständig wehenden Winden gemäßigt. Ebenso wie die anderen Inseln der Haʻapai-Gruppe wird Luangahu gelegentlich von Zyklonen heimgesucht.